# Palazzo in Via Francesco Caracciolo 13

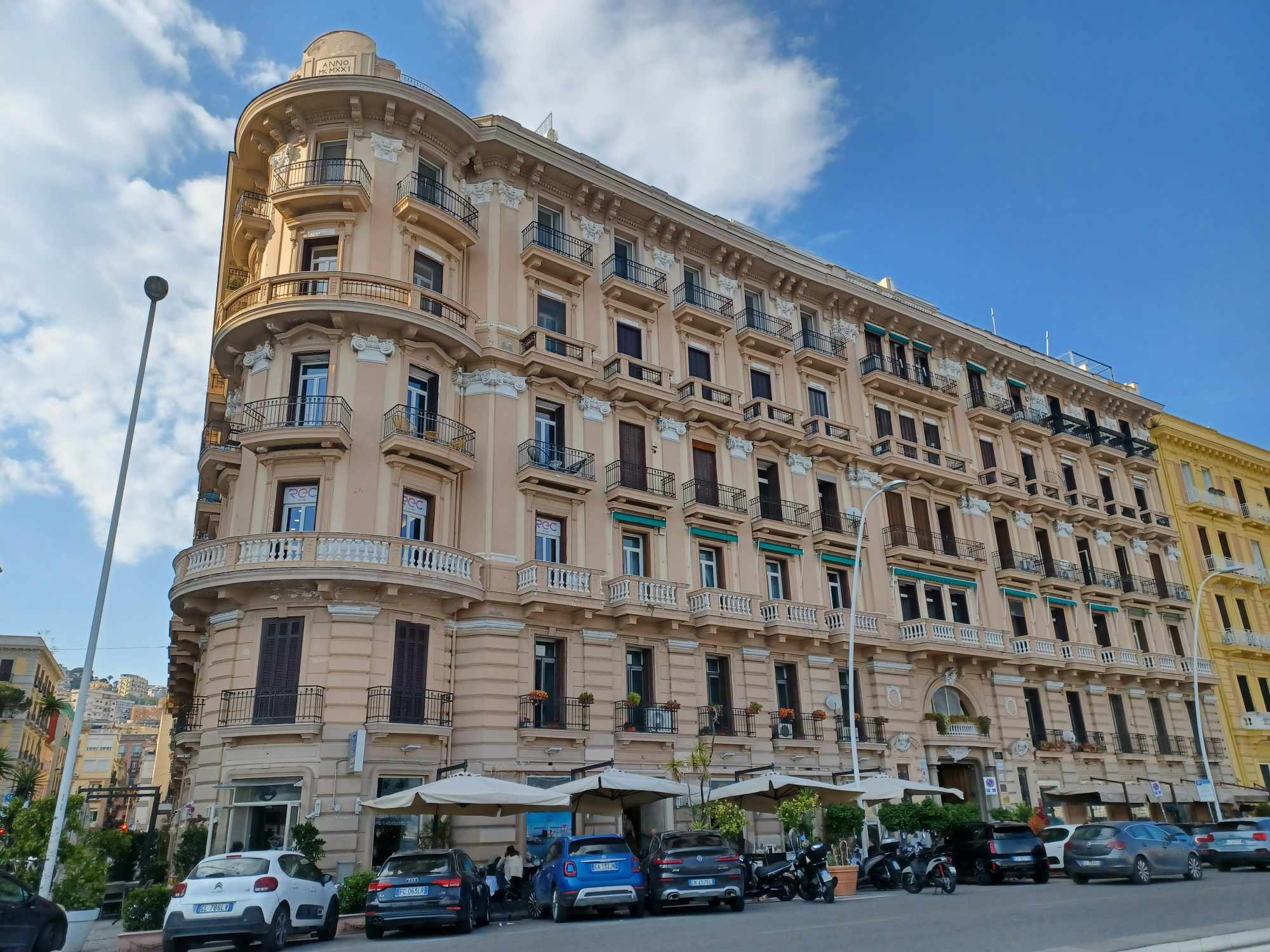
Palazzo in Via Francesco Caracciolo 13 in Neapel

Der Palazzo in Via Francesco Caracciolo 13 ist ein Palast aus dem 20. Jahrhundert im Viertel Chiaia von Neapel in der italienischen Region Kampanien. Er liegt in der Via Francesco Caracciolo, 13.

## Beschreibung
Der Palast hat eine Fassade, die sich über das Erdgeschoss, das Zwischengeschoss und vier Obergeschosse erstreckt. Sie ist in drei Abschnitte aufgeteilt. In der Mitte des untersten Abschnittes, des Sockels, befindet sich das rechteckige Eingangsportal aus Steinen mit abgeschrägten Kanten, flankiert von zwei dorischen Säulen die den kleinen Balkon mit Balustrade der bogenförmigen Öffnung im Zwischengeschoss tragen. Zwischen diesem Balkon und dem Schlussstein des Portals ist eine Art Kartusche aus Stuck gesetzt, die das Fertigstellungsjahr des Gebäudes (1921) in römischen Ziffern trägt. In den Obergeschossen hat der Mittelteil der Fassade Balkon jeweils für drei Fensteröffnungen, gerahmt von riesigen Pilastern, während an den seitlichen Teilen jede Öffnung einen eigenen Balkon hat und ist zweistockweise durch Lisenen mit korinthische Kapitellen in Stuck getrennt ist. Das auffälligste Detail der Fassade ist aber die Ecke zwischen der Via Caracciolo und der Via Tommaso Campanella, die aus einem zylindrischen Baukörper besteht, der im ersten und dritten Obergeschoss mit durchgehenden Balkonen in Form von Kreissegmenten ausgestattet ist.
Heute befindet sich der Palast in perfektem Erhaltungszustand und wir als luxuriöses, privates Mietshaus genutzt.